# The Monster (Walygator Parc)
The Monster ist eine invertierte Achterbahn im Walygator Grand Est, Maizières-lès-Metz, Lothringen. Sie ist die erste Achterbahn von Bolliger & Mabillard in Frankreich.
Ursprünglich wurde die Achterbahn im Expoland in Japan von 1996 bis 2007 unter dem Namen Orochi betrieben. Mit Ausnahme der Bremse und einem rund 45 Meter längeren Fahrweg, ist die Bahn eine fast identische Kopie des 1994 eröffneten Raptor in Cedar Point.
Der Bau begann im Januar/Februar 2010. Wegen des schlechten Wetters begann die Arbeit später als geplant, weshalb die Einweihung, die ursprünglich für den 10. April 2010 geplant war, aufgeschoben wurde. Ein zweiter Einweihungstermin Mitte Juni wurde ebenfalls verschoben, da der TÜV die Öffnung der Achterbahn zunächst nicht genehmigte. Am 9. Juli 2010 wurde die Bahn ohne weitere Vorankündigung eröffnet.
Die 1200 m lange Strecke erreicht eine Höhe von 40 m und besitzt sechs Inversionen: einen 30,5 m hohen Looping, eine Zero-g-Roll, eine Cobra-Roll, welche aus zwei Inversionen besteht sowie zwei Korkenziehern. Die Züge erreichen auf der Strecke eine Höchstgeschwindigkeit von 90 km/h.
Wegen seiner vorherigen Position in Japan ist The Monster erdbebensicher ausgelegt.

## Züge
The Monster besitzt zwei Züge mit jeweils acht Wagen. In jedem Wagen können vier Personen (eine Reihe) Platz nehmen. Als Rückhaltesystem kommen Schulterbügel zum Einsatz.

## Bilder

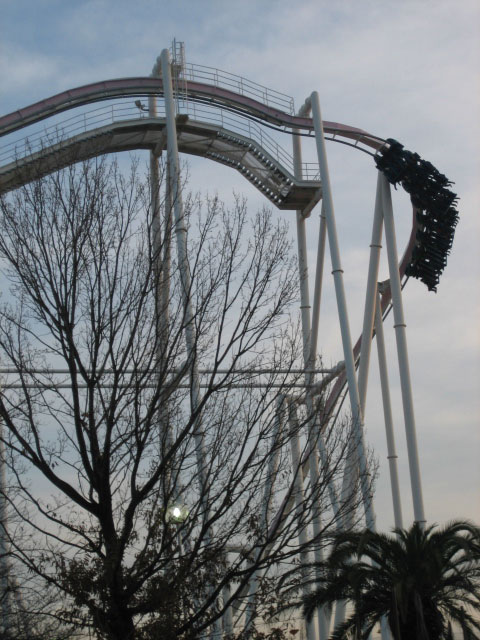
Orochi im Expoland
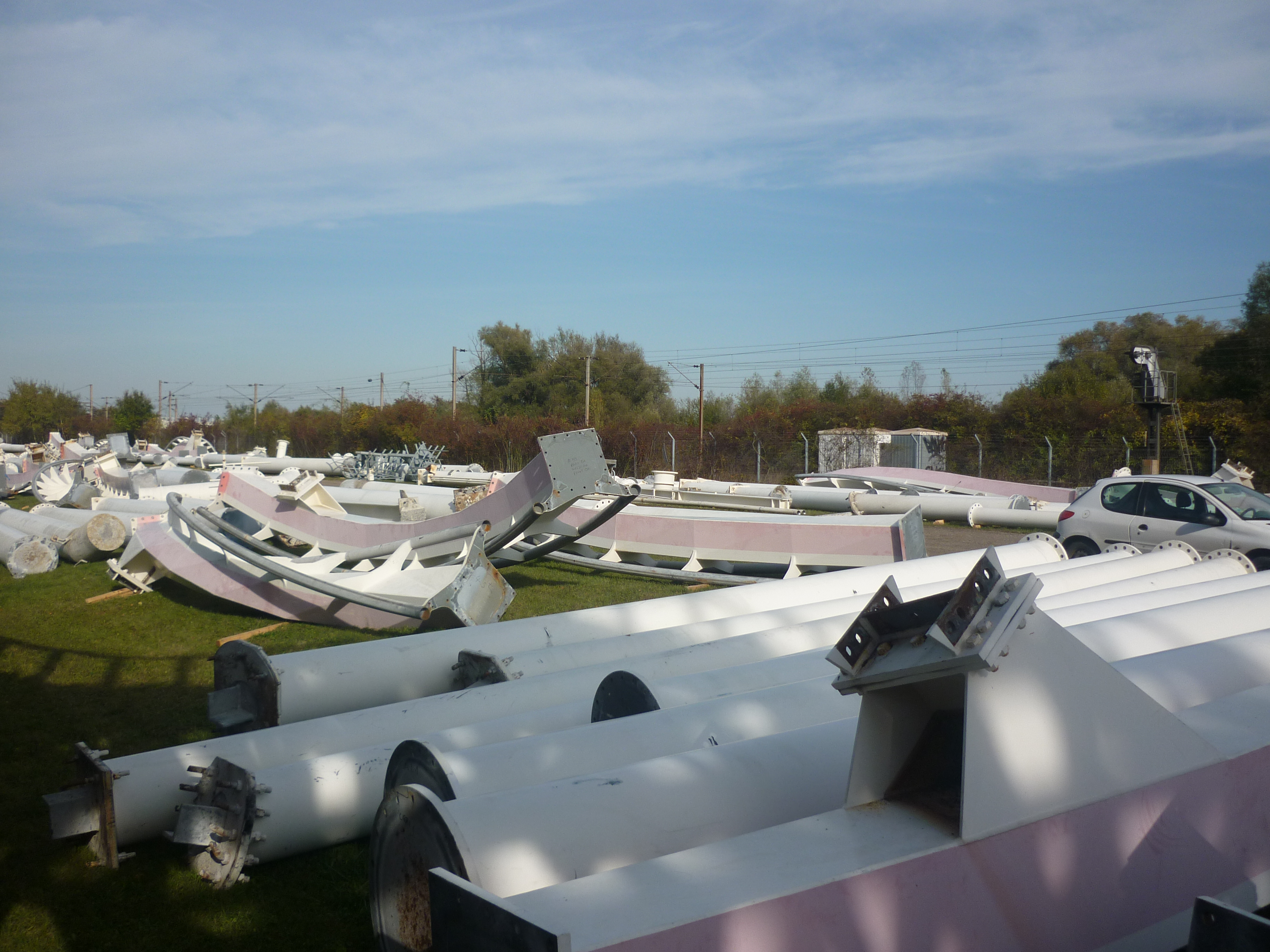
Schienen und Stützen vor dem Aufbau im Walygator Parc